# Rhynchostegiella muriculata
Rhynchostegiella muriculata là một loài rêu trong họ Brachytheciaceae. Loài này được Hook. f. & Wilson Broth. mô tả khoa học đầu tiên năm 1909.